# علي عواجي
علي عواجي لاعب كرة قدم سعودي يلعب حالياً في نادي المجد.

## حياته
مواليد 2 أغسطس 1989 في مدينة ينبع البحر في السعودية حيث كانت بداياته مع نادي المجد ،ثم انتقل في عام 2013 إلى نادي أحد في المدينة المنورة ثم انتقل إلى نادي الوحدة في عام 2014 و لعب معهم لمدة موسمين، استُدعي لأول مرة لتمثيل المنتخب في عام 2016؛ وذلك من أجل المشاركة في التصفيات الآسيوية المؤهلة لكأس العالم 2018، وانتقل إلى النادي الأهلي في نفس الموسم ولعقد يمتد لمدة خمس سنوات و بعدها لعب مع نادي الطائي ونادي الانتصار ونادي رضوى.
.

## روابط خارجية
- علي عواجي على موقع قاعدة بيانات كرة القدم.إي يو (الإنجليزية)
- علي عواجي على موقع Soccerway.com (الإنجليزية)